# Europejskie Igrzyska Halowe w Lekkoatletyce 1967 – bieg na 1500 m mężczyzn
Bieg na 1500 metrów mężczyzn – jedna z konkurencji biegowych rozgrywanych podczas lekkoatletycznych europejskich igrzysk halowych w hali Sportovní hala w Pradze. Rozegrano od razu bieg finałowy 12 marca 1967. Zwyciężył reprezentant Wielkiej Brytanii John Whetton, który tym samym obronił tytuł zdobyty na poprzednich igrzyskach.

## Rezultaty

### Finał
Opracowano na podstawie materiału źródłowego.
| Miejsce | Zawodnik                   | Czas   |
| ------- | -------------------------- | ------ |
| 1       | John Whetton               | 3:48,7 |
| 2       | Josef Odložil              | 3:49,6 |
| 3       | Stanislav Hoffman          | 3:50,5 |
| 4       | Wolf-Jochen Schulte-Hillen | 3:50,7 |
| 5       | Edgard Salvé               | 3:53,0 |
| 6       | Stanisław Simbircew        | 3:55,9 |
| –       | Kenth Andersson            | DQ     |